# Dorayaki
Dorayaki (どら焼き, どらやき, 銅鑼焼き, ドラ焼き) é um tipo de doce japonês, uma panqueca de feijão vermelho que consiste de duas pequenas panquecas feitas de castela enroladas com um recheio de pasta de feijão azuki. O dorayaki é semelhante ao imagawayaki, mas este é preparado com a massa cobrindo completamente o recheio e muitas vezes é servido quente.

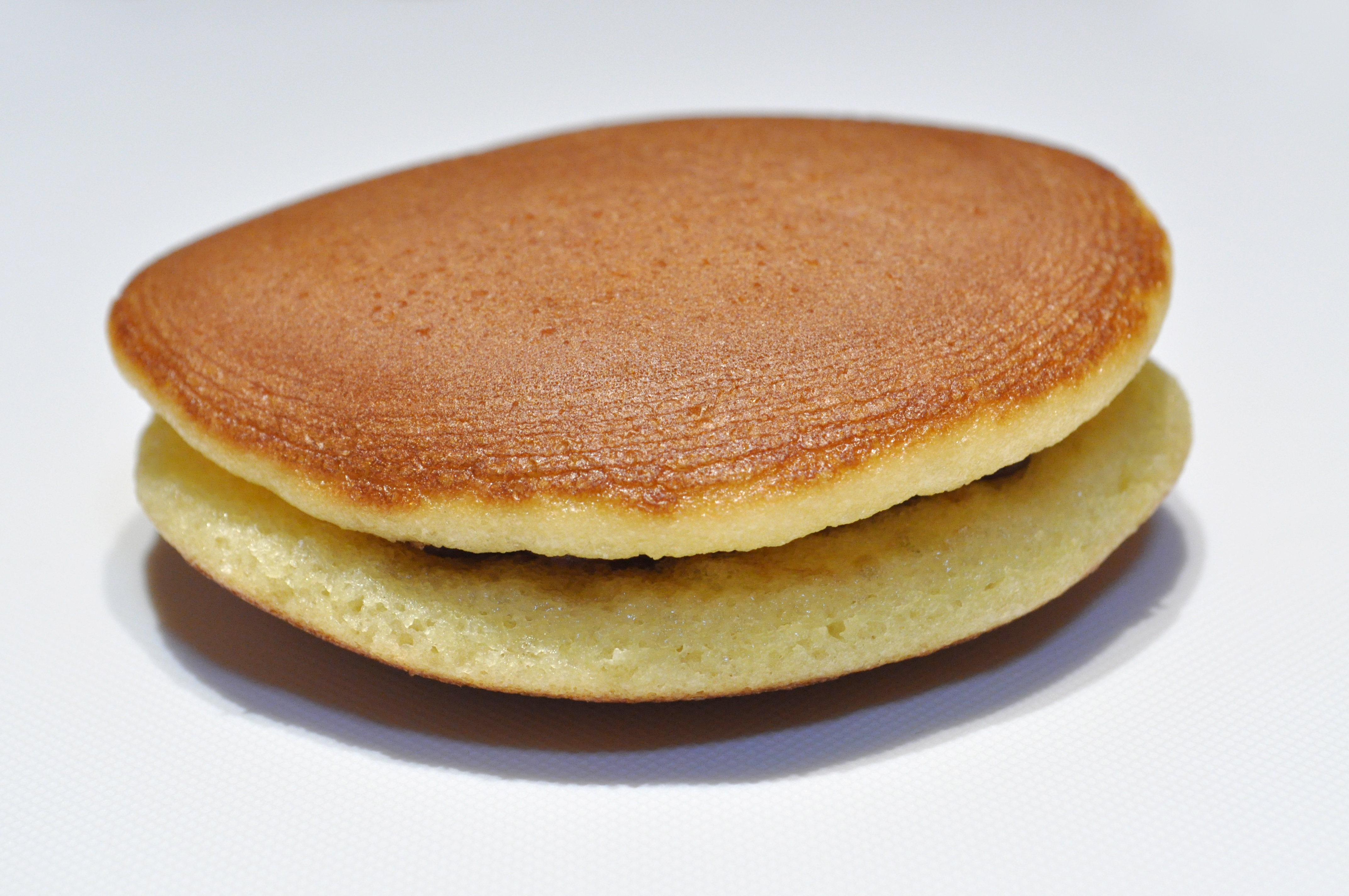
Dorayaki.

O dorayaki original consistia de apenas uma única camada. Sua força atual foi inventada em 1914 por Usagiya no distrito de Ueno em Tóquio.
Em japonês, dora significa gongo e, devido à semelhança das formas, esta é provavelmente a origem do nome do doce. Há uma lenda de que o primeiro dorayaki foi feito quando um samurai chamado Benkei esqueceu seu gongo (dora) na casa de um fazendeiro onde ele estava se escondendo, e o fazendeiro posteriormente veio a usar o gongo pra fritar as panquecas, daí o nome dorayaki.

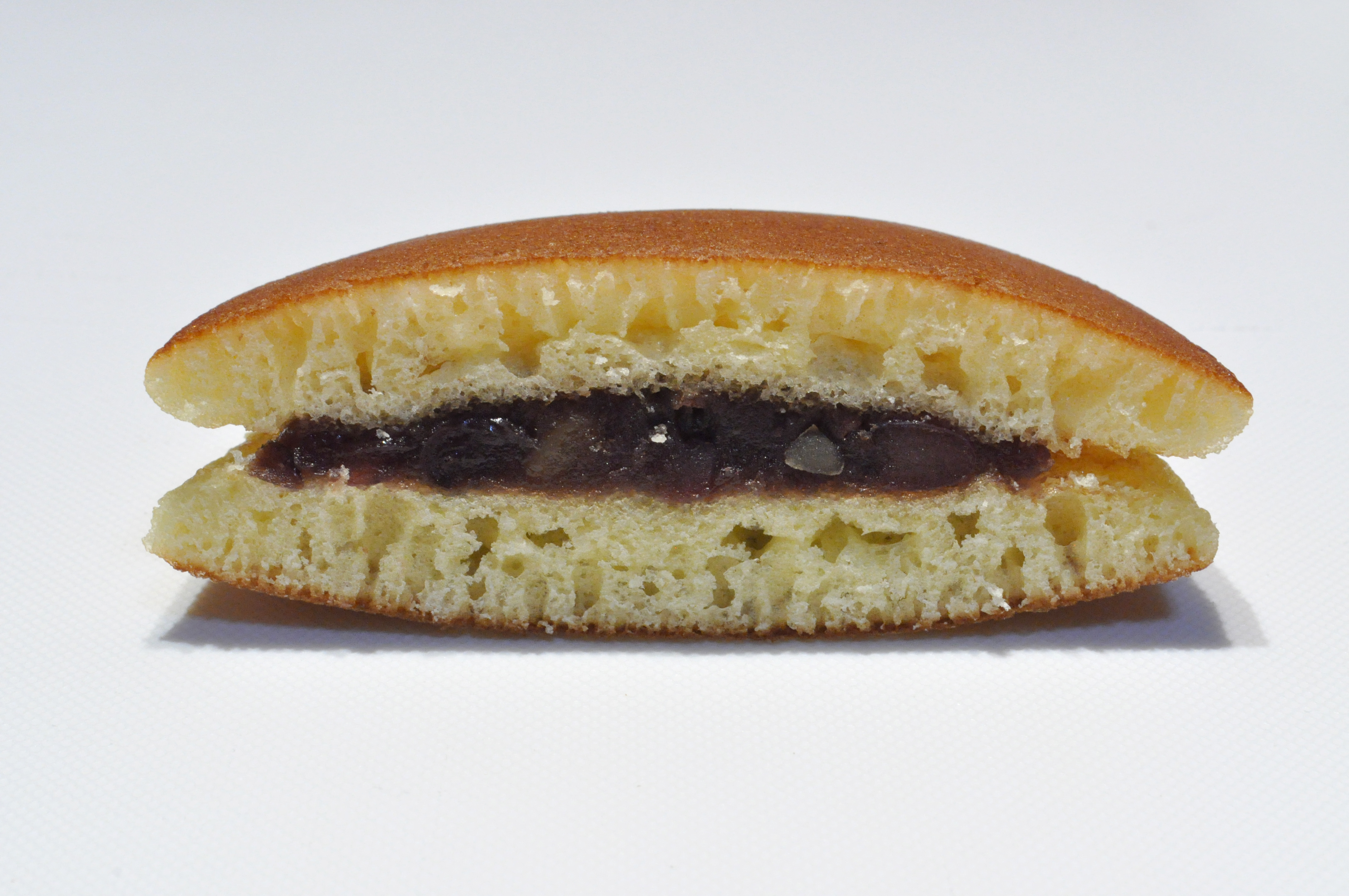
Dentro do Dorayaki

## Outro nome
Na região de Kansai, como nas províncias de Osaka e Nara, este doce é muitas vezes chamado de mikasa（三笠）. A palavra originalmente significa chapéu de palha triplo, mas também tem o nome alternativo de Monte Wakakusa, uma colina baixa, com declive suave, localizada em Nara. Muitos nativos imaginam a forma da colina quando comem o mikasa. Em Nara, um mikasa maior de cerca de 30 cm de diâmetro é famoso.

## Na cultura popular
O personagem Doraemon dos mangás e animes japoneses ama o dorayaki e ele tem sido uma parte da trama algumas vezes durante a série. O Doraemon é viciado em dorayaki e cai em qualquer armadilha envolvendo-a. Desde 2000, a empresa Bunmeido tem vendido uma versão limitada do dorayaki chamada de Doraemon Dorayaki todo ano por volta de março e setembro. Na dublagem em inglês da série de TV Doraemon, o dorayaki é chamado de "bolinho gostoso" por quase toda a série, embora ele seja chamado por seu nome verdadeiro em um episódio.
Um meme popular da internet mostra uma imagem do coelho Oolong balançando um dorayaki em sua cabeça.